# 年中夢中コンビニ宴ス
『年中夢中!コンビニ宴ス』（ねんじゅうむちゅう コンビニえんス）は、2000年10月14日から2001年3月17日まで、テレビ朝日系列で毎週土曜日18時58分 - 20時00分（日本標準時）に放送されたみのもんた司会のバラエティ番組である。

## 概要
コンビニエンスストアをテーマにしたバラエティ番組として放送された。コンビニチェーン「ポプラ」の協力のもと、実際にコンビニエンスストア「ドンチッチ」を開店し、大木凡人店長率いるタレント軍団が同店舗で扱う新商品を開発していくという内容であった。実験商品の例として、海軍カレーに対抗して陸上自衛隊のレシピで作った「市ヶ谷陸軍カレー」（同店舗が市ヶ谷駐屯地の真向かいに立地していることに由来）や、平野寿将プロデュースの弁当などがあった。
2001年3月17日をもって放送を終了。放送終了後も店舗は「ポプラ ドンチッチ市ヶ谷店」として、「ドンチッチ」の名前を冠したまま2021年1月20日にローソンへの店舗リニューアルのため閉店（3月18日「ローソン・ポプラ 四谷本塩町店」として再開店）するまでの20年間営業を続けた。

## 出演者
- みのもんた
- 丸川珠代（当時テレビ朝日アナウンサー）
- 大木凡人
- はしのえみ
- 伊集院光（2001年1月 - 3月）
- 天手千聖
- 鈴木啓太
- 中山史奈
- なすび（全国各地の家庭のおにぎりを賞味するコーナーを担当。）

ナレーター
- 木村匡也
- 根岸朗

木村が当時、19時53分から放送されていたフジテレビ系列『めちゃ2イケてるッ!』のナレーションを担当していた関係上、本番組の放送時間前半のコーナーは木村、後半のコーナーは根岸が担当した。

## ネット局
| 放送対象地域  | 放送局           | 系列           | ネット形態 |
| ------------- | ---------------- | -------------- | ---------- |
| 関東広域圏    | テレビ朝日       | テレビ朝日系列 | 制作局     |
| 北海道        | 北海道テレビ     | テレビ朝日系列 | 同時ネット |
| 青森県        | 青森朝日放送     | テレビ朝日系列 | 同時ネット |
| 岩手県        | 岩手朝日テレビ   | テレビ朝日系列 | 同時ネット |
| 宮城県        | 東日本放送       | テレビ朝日系列 | 同時ネット |
| 秋田県        | 秋田朝日放送     | テレビ朝日系列 | 同時ネット |
| 山形県        | 山形テレビ       | テレビ朝日系列 | 同時ネット |
| 福島県        | 福島放送         | テレビ朝日系列 | 同時ネット |
| 新潟県        | 新潟テレビ21     | テレビ朝日系列 | 同時ネット |
| 長野県        | 長野朝日放送     | テレビ朝日系列 | 同時ネット |
| 静岡県        | 静岡朝日テレビ   | テレビ朝日系列 | 同時ネット |
| 石川県        | 北陸朝日放送     | テレビ朝日系列 | 同時ネット |
| 中京広域圏    | 名古屋テレビ     | テレビ朝日系列 | 同時ネット |
| 近畿広域圏    | 朝日放送         | テレビ朝日系列 | 先行放送   |
| 広島県        | 広島ホームテレビ | テレビ朝日系列 | 同時ネット |
| 山口県        | 山口朝日放送     | テレビ朝日系列 | 同時ネット |
| 香川県 岡山県 | 瀬戸内海放送     | テレビ朝日系列 | 同時ネット |
| 愛媛県        | 愛媛朝日テレビ   | テレビ朝日系列 | 同時ネット |
| 福岡県        | 九州朝日放送     | テレビ朝日系列 | 同時ネット |
| 長崎県        | 長崎文化放送     | テレビ朝日系列 | 同時ネット |
| 熊本県        | 熊本朝日放送     | テレビ朝日系列 | 同時ネット |
| 大分県        | 大分朝日放送     | テレビ朝日系列 | 同時ネット |
| 鹿児島県      | 鹿児島放送       | テレビ朝日系列 | 同時ネット |
| 沖縄県        | 琉球朝日放送     | テレビ朝日系列 | 同時ネット |

## スタッフ
- 構成 : 藤岡俊幸、外山信行、山口美穂
- プロデューサー : 川野祐司（ストリームズ）、吉川雅章（INPUT VISION）、本間謙二（スタープロジェクト）
- 総合プロデューサー : 加藤秀之
- 技術協力 : テイクシステムズ、ヴイ・ビジョンスタジオ
- 美術協力 : テレビ朝日クリエイト
- 制作協力 : ストリームズ、INPUT VISION、スタープロジェクト、スーパープロデュース